# Pieter Fetter
Drs. Pieter Fetter (Venlo, 13 december 1920 – Leiden, 20 november 1999) was een Nederlands organisatieadviseur en politicus en 1 van de 37 initiatiefnemers van de oprichting van D'66. Bij deze partij was hij penningmeester en ondervoorzitter, op latere leeftijd was hij voorzitter van De Groenen.

## Jeugd en familie
Pieter Fetter werd op 13 december 1920 te Venlo geboren als tweede zoon van Ir. Zegerus Theodorus Fetter en Adriana Fetter-Meerburg.
De vader van Pieter was op het moment van diens geboorte inspecteur van de Arbeid, maar begin 1921 verhuisde het gezin naar Eindhoven omdat hij Directeur Sociale Zaken van Philips NV was geworden. Bij Philips was hij tevens voorzitter van het Philips-de Jongh Ontspanningsfonds. Hij was van 1946 tot en met 1953 Directeur-Generaal van de Centrale Dienst Arbeidsinspectie en uiteindelijk van 1953 tot en met 1959 Voorzitter van de Raad van Bestuur van de Centrale Raad van de Nederlandse Organisatie voor toegepast-natuurwetenschappelijk onderzoek (TNO). Bij zijn afscheid op 26 september 1959 werd hij benoemd tot Commandeur in de Orde van Oranje-Nassau. Tevens was hij Ridder in de Orde van de Nederlandse Leeuw.
De bekende 'radiodominee' ds. J.C.A. Fetter was de oudste broer van de vader van Pieter Fetter en dus zijn oom. Ook andere voorvaderen zoals Antonie Fetter waren veelal dominee of predikant.
De moeder van Fetter, Adriana, was afkomstig uit de beroemde en grote redersfamilie Meerburg te Katwijk. Gedurende vier generaties was de familie Meerburg een toonaangevende Rederij en Haringhandel in Katwijk en bekleedden veel Meerburgen belangrijke posities in het maatschappelijke leven. Een oom van Adriana was de beroemde architect Hendrik Jesse. Jesse heeft veel ontworpen, onder meer de Nieuwe Kerk in Katwijk (1884-1885) en een familiewoning aan de Voorstraat te Katwijk (1912), waar thans het Katwijks Museum is gevestigd. In 1948 voerde Jesse een procedure tegen de overheid waarbij opmerkelijk genoeg zijn neef Ir. Z.Th. Fetter (vader van Pieter) namens de overheid als deskundige bij deze procedure werd betrokken.
De jongste broer van Adriana was Dirk Fierman Meerburg (1902-1989), de laatste reder in de familie. Direct na diens overlijden werd de Stichting Herinneringsfonds D.F.E. Meerburg opgericht waarin een belangrijk geldbedrag vanuit de erfenis van Dirk Meerburg aan de stichting toekwam.
De schoonvader van Pieter was lange tijd directeur bij Heineken NV.
De schoonmoeder van Pieter was een directe afstammeling van de Tetterode-familie en kleindochter van Nicolaas Tetterode (1816-1894), oprichter en directeur van de N.V. Lettergieterij Amsterdam dat later opging in Bührman-Tetterode. Het Tetterode-geslacht (vroeger Tetrode) gaat terug tot de 11e eeuw en het huidige Overveen is vernoemd naar Tetrode. De familie Tetrode woonde in Kasteel Tetrode.
Fetter bracht vrijwel zijn gehele jeugd in Eindhoven door en zat op het Gymnasium op de mede door zijn vader opgerichte 'Philips-school' het Lorentz-lyceum. Vanwege tuberculose bracht Fetter in zijn tienerjaren ook twee jaren door in Oberstdorf en in Flims waar hij op het Prinses Beatrix Lyceum in juli 1940 slaagde voor het Gymnasium A eindexamen.

## Oorlogsjaren en studie
Na zijn middelbare school ging Fetter in 1940 in Leiden studeren en behaalde er zijn kandidaatsexamen rechten. Wegens de oorlog moest hij door sluiting van de Universiteit zijn studie onderbreken. In 1944 werd hij tolk bij het Engelse leger en begin 1945 Security Officer bij de Luchtstrijdkrachten. Door zijn activiteiten in de illegaliteit raakte hij sterk betrokken bij politieke activiteiten.
Begin 1946 keerde hij terug naar Leiden om de studie sociale paedagogie (personeelbeleid), Psychologie en Criminologie te doen en behaalde in 1949 het doctoraalexamen. Tijdens zijn studie was hij actief in het Leidsche studentencorps.

## Werkzame leven

### Nederlands Instituut voor Praeventieve Geneeskunde
Van 1949 tot 1957 werkte Fetter bij het Nederlands Instituut voor Praeventieve Geneeskunde te Leiden, eerst als wetenschappelijk medewerker, later als sectiehoofd Bedrijfsonderzoek, Personeelsbeleid en Bedrijfsmaatschappelijk werk. Tijdens zijn dienstverband deed hij onderzoek in de Verenigde Staten, was hij lid van een regeringsteam naar de Verenigde Staten en deelnemer aan en spreker op het Wereldcongres van de World Federation for Mental Health in Toronto 1954.

### Organisatie- en beleidsadvies
In 1957 werd Fetter directeur en later eigenaar van het Nederlands Instituut voor Personeelsleiding, gevestigd te Driebergen en Katwijk aan Zee. Hier verzorgde hij trainingen voor het kader van bedrijven voor gedrag, werkmethoden, vergadertechnieken, bedrijfsonderzoek, gesprekstrainingen, personeelsbeoordeling, opleiden van personeelchefs.
Van 1960 tot 1968 was Fetter firmant bij Van de Bunt Adviseurs te Amsterdam, een middelgroot organisatie-adviesbureau waar hij onderzoek deed bij en advies gaf aan multinationals en middelgrote en kleinere bedrijven in Nederland en in het buitenland. Tevens verzorgde hij recrutering van topmanagers voor de cliënten.
In 1968 vestigde Fetter zich als zelfstandig organisatie- en beleidsadviseur te Den Haag en Wassenaar. Het bureau verleende diensten op het gebied van structuur en organisatie, fusies en overnames alsmede recrutering van topmanagement (headhunting). Voornaamste cliënten waren grote multinationals en middelgrote ondernemingen.
Vanwege verhuizing naar de Ardèche in Frankrijk, verlegde Fetter zijn praktijk naar het Midden-Oosten en als voorzitter van een interdisciplinaire adviesgroep, bestaande uit 18 aangesloten bureaus, legde hij promotiereizen af naar onder anderen Libanon, Syrië en Jordanië.

### Europese Werkgroep
In de 1960-er jaren maakte Fetter als penningmeester deel uit van de Europese Werkgroep, een internationale ontwikkelingsgroep opgericht door en onder leiding van prinses Beatrix. Met de groep werd door jongeren de gedachte van een vreedzaam Europa uitgedragen en daarbij het Oostblok niet buiten beschouwing te laten.

## Politieke loopbaan
Fetter was na de Tweede Wereldoorlog vrijwel zijn gehele leven politiek actief bij diverse politieke stromingen en heeft aan de wieg gestaan van D66. Vanaf 1946 was hij lid van de VVD en later onder meer vicevoorzitter van het Liberaal Democratisch Centrum.

### VVD
Na de oorlog werd Fetter lid van de VVD. In 1962 was hij betrokken bij de oprichting door Hein Roethof van het discussieplatform Liberaal Democratisch Centrum. Dit platform had als doel de VVD wat progressiever te maken. Fetter was vice-voorzitter van het platform.
In zijn woonplaats Katwijk aan Zee was hij van september 1962 tot en met juni 1965 lid van de gemeenteraad namens de VVD Gemeentebelangen.

### D'66
Fetter was vanaf juni 1966 lid van de startgroep D'66 (thans D66 genaamd) en daarmee een van de initiatiefnemers van de partij, net als onder meer Hans van Mierlo en Hans Gruijters. Op 15 september 1966 presenteerde een groep van 36 mensen, waaronder Fetter, in perscentrum Nieuwspoort een tekst onder de titel Appèl - Aan iedere Nederlander die ongerust is over de ernstige devaluatie van onze democratie. Ze noemen zich Initiatiefcomité D'66. Tijdens het oprichtingscongres op 17 en 18 december 1966 in de RAI in Amsterdam, hanteerde hij de voorzittershamer. Tevens was Fetter de voorzitter van andere congressen die leidden tot de oprichting. Later was hij nog enkele jaren lid van het Dagelijks Bestuur. In 1970 verliet hij de partij omdat deze "teveel partij was geworden".

### Demokratisch Aktie Centrum (DAC)
Midden jaren 70 was Fetter een van de initiatiefnemers en voorzitter van het Demokratisch Aktie Centrum (DAC). DAC was een tussengroep die was ontstaan toen D'66 en ook DS'70 in 1973 en 1974 ten onder dreigden te gaan. Op 25 oktober 1975 wordt Fetter in het NOS Journaal van 20.00 uur geïnterviewd over de koers van het DAC. In 1977 doet DAC mee aan de Tweede Kamerverkiezingen maar behaalt geen zetel.

### De Groenen
Op latere leeftijd was Fetter van juni 1995 tot en met oktober 1997 partijvoorzitter van De Groenen. Onder zijn leiding besloot de partij eind juni 1997 om mee te doen aan de Tweede Kamerverkiezingen van 1998.

## Nevenfuncties
- Voorzitter van een multidisciplinaire adviesgroep (met 18 aangesloten bureaus) met promotiereizen in het buitenland.
- Maatschappelijk actief op de terreinen van onderwijs en goede doelen waaronder voorzitter van de afdeling Katwijk van het Nederlandse Rode Kruis.
- Voorzitter en erelid van de Katwijkse Sociëteit.[18]
- Oprichter tennisvereniging KLTV te Katwijk in 1953.[19] Tevens voorzitter en later erelid.
- De echtgenote van Pieter was in 1970 oprichtster van “Warme-maaltijden-dienst” in Katwijk.[20][21]